# برترام توماس
برترام توماس (بالإنجليزية: Bertram Thomas)‏ (1893-1950)؛ موظف مدني، رحالة وعالم متخصص في الأنثروبومترية إنجليزي. وهو أول مستشرق يعبر صحراء الربع الخالي.[بحاجة لمصدر]
ولد في نواحي برستول و تخرج في كلية الثالوث، كامبريدج. خدم في عدة وظائف حكومية منها في العراق من 1916-1918م و في الأردن من 1922-1924م، شغل بعدها منصب وزير المالية لسلطان مسقط وعمان -السلطان تيمور بن فيصل- من 1925 -1932م. قام بعدة رحلات في الصحراء أهمها عبوره للربع الخالي سنه 1930-1931م ،وكانت نقطة انطلاقة من ظفار بجنوب سلطنة عمان مرورا بصحارى الربع الخالى ووصولا إلى إلى الدوحة -إمارة قطر-، وكتب عنها في كتابه Arabia Felix والذي نشر سنة 1932م. من آثاره أيضا كتاب The Arabs نشرت سنة 1930م.

## للإستزاده
- مخاطر الاستكشاف في الجزيرة العربية - ترجمة محمد أمين عبد الله (مؤسسة سجل العرب، 1981 م)
- مذكرات برترام توماس - كامل سلمان الجبوري و عبد الهادي فنجان (مؤسسة العارف للمطبوعات، 2002 م)